# Phacus
Phacus ist eine Gattung aus dem Stamm der Euglenozoa. Sie wurde 1841 von Félix Dujardin beschrieben.

## Beschreibung

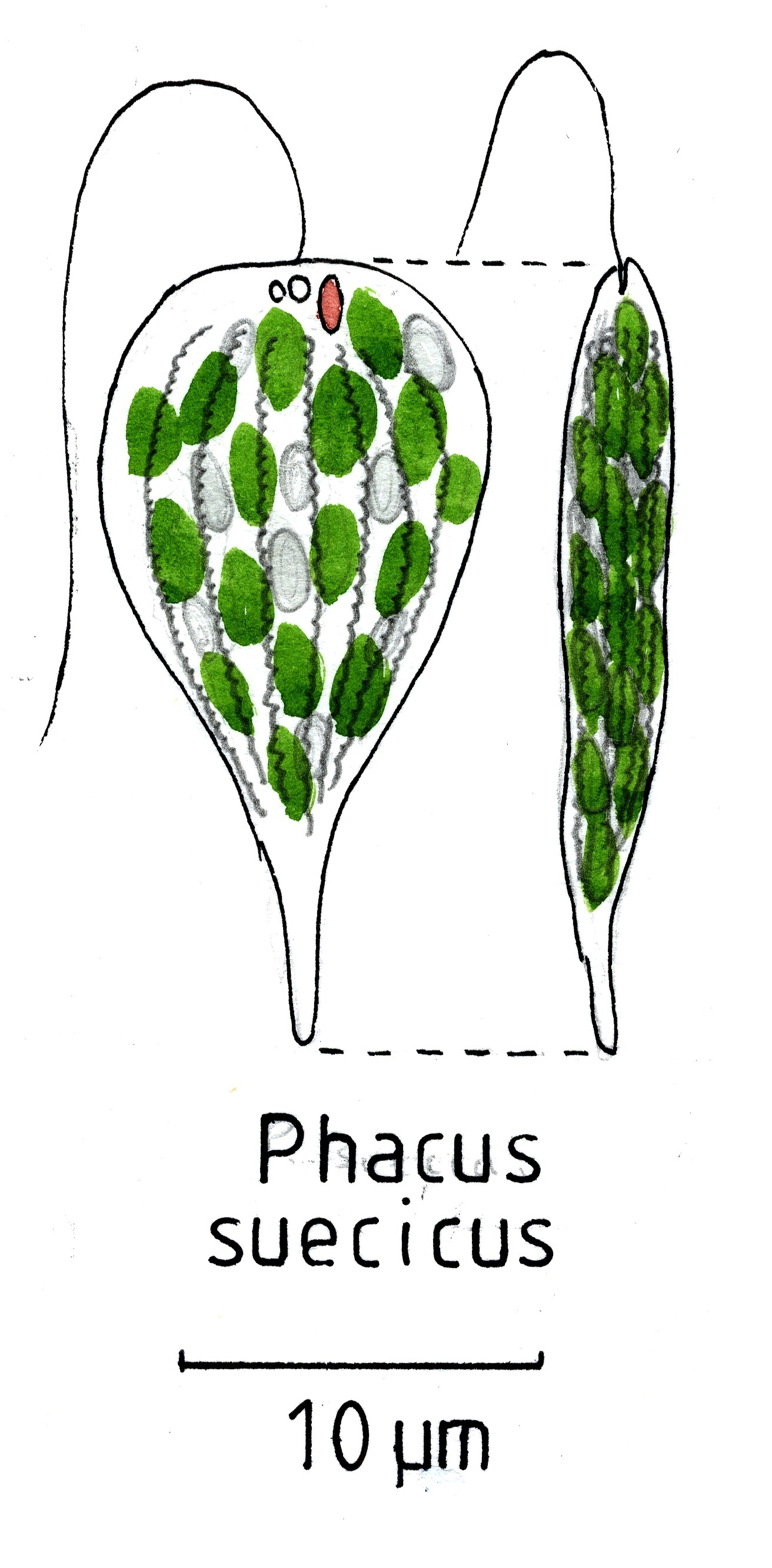
Illustration von Phacus suecicus

Phacus lebt als großer, meist abgeflachter Einzeller mit starrer, oft deutlich längsgeteilter Zellhülle (Pellicula). Die Streifung erfolgt in Längsrichtung der Zelle. Am Zellvorderende befindet sich eine Schwimmgeißel, eine Scheitelfurche, eine flaschenartige Einstülpung, das Geißelreservoir mit Kanal und eine oder mehrere kontraktile Vakuolen. Ein extraplastidärer Augenfleck ist meist vorhanden. In der Zellmitte liegt ein großer Zellkern, in der Peripherie befinden sich viele linsenförmige Chloroplasten ohne Pyrenoiden. Reservestoff ist das außerhalb der Chloroplasten zu findende Paramylon, das im Gegensatz zur Stärke der Grünalgen, mit Lugolscher Lösung keine Stärkereaktion ergibt. Phacus ist im Gegensatz zu anderen Euglenozoen nicht zur metabolen Bewegung fähig.

## Fortpflanzung
Die ungeschlechtliche Vermehrung erfolgt durch Längsteilung, die am Zellvorderende beginnt und zum Zellhinterende hin fortschreitet. Die Zellen bleiben während der Zellteilung begeißelt.
Geschlechtliche Fortpflanzung ist nicht bekannt.

## Verbreitung
Phacus lebt in allen, auch in stark nährstoffreichen (hypertrophen) Gewässern; auch in Mooren, selbst im Winter unter Eisdecken.

## Arten (Auswahl)
Eine Auswahl an Arten der Gattung nach AlgaeBase:
- Phacus alatus G. A. Klebs
- Phacus longicauda (Ehrenberg) Dujardin (Typus)
- Phacus oscillans G. A. Klebs
- Phacus pleuronectes (O. F. Müller) Nitzsch ex Dujardin
- Phacus suecicus Lemmermann
- Phacus tortus (Lemmermann) Skvortsov

Synonyme und Verschiebungen:
- Phacus triqueter gilt als Synonym für  Phacus alatus

- Schraubiger Herzflagellat: Die alte Bezeichnung Phacus pyrum wurde abgelöst durch Monomorphina pyrum